# Muzeum současného umění Santiago

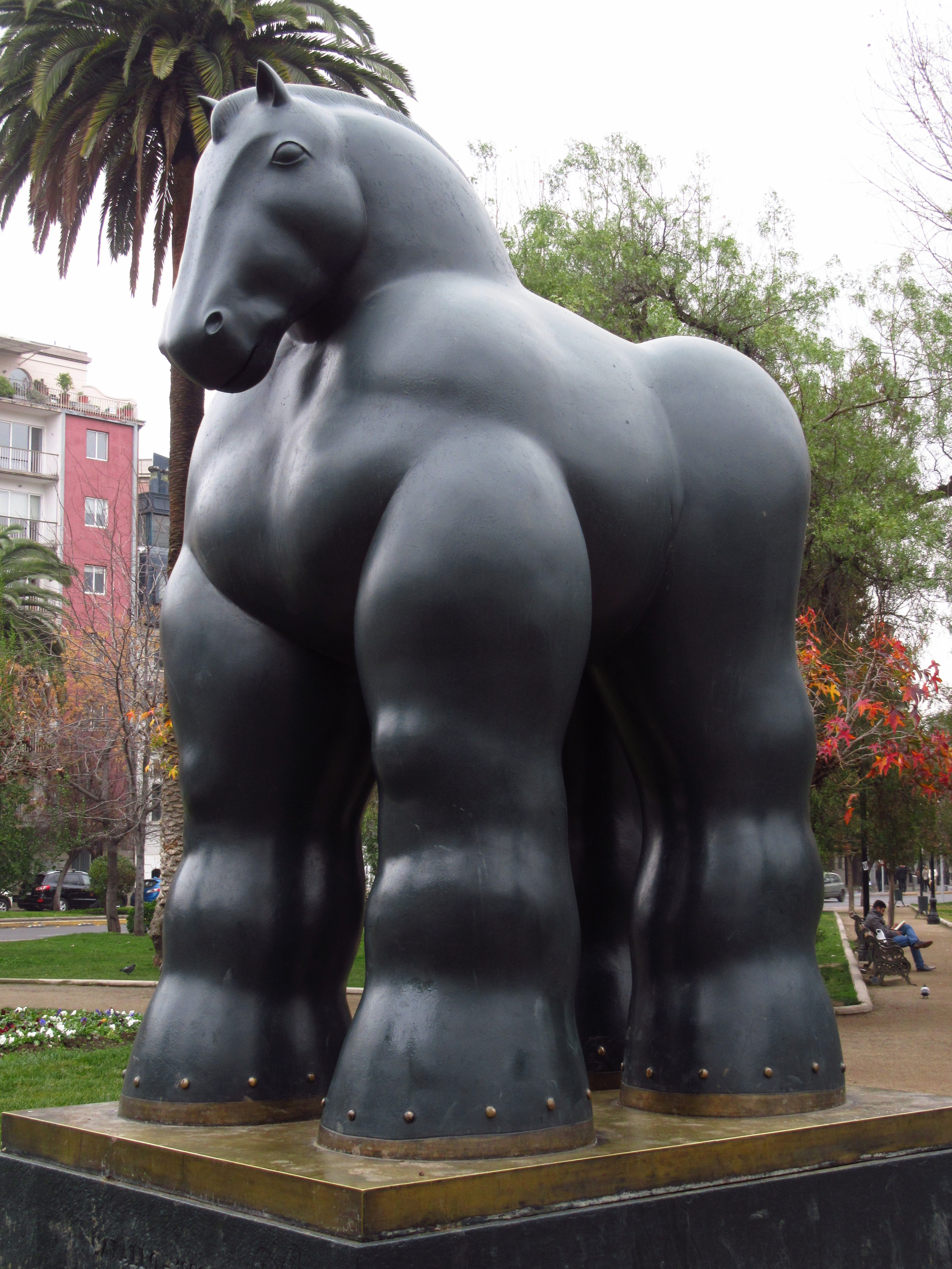
Kůň Fernanda Botery

Muzeum současného umění (Museo de Arte Contemporáneo, MAC) je umělecká galerie v chilském hlavním městě Santiago, kterou zřizuje Fakulta umění Chilské univerzity. Má dvě budovy: jednu ve čtvrti Parque Forestal, která se nachází hned vedle budovy Národního muzea výtvarných umění, a dále sídlí ve čtvrti Quinta Normal v budově zvané Palacio Versailles.
Muzeum jakožto univerzitní instituce podporuje rozmanitost trendů, které formují současný kulturní život, a rozvoj znalostí a výzkum nových produkčních možností v umění. Má sbírku asi 3000 kusů, z toho téměř 1000 rytin, asi 600 obrazů, kolem 130 kreseb, temper a akvarelů a 80 soch. Sbírky začínají koncem 19. století a jsou zastoupeni chilští umělci jako Roberto Matta, Nemesio Antúnez, Matilde Pérezová, Gracia Barriosová a José Balmes. Kromě toho má muzeum díla mezinárodních umělců, jako jsou Oswaldo Guayasamín, Emilio Pettoruti, Friedensreich Hundertwasser, Isamu Noguči, David Batchelor, Jesús Ruiz Nestosa a Dino Bruzzone.
Muzeum bylo slavnostně otevřeno v roce 1947. Zpočátku sídlilo v budově známé jako El Partenón ve čtvrti Quinta Normal. Jeho základním cílem bylo propagovat práci umělců té doby. V roce 1974 se muzeum přestěhovalo do budovy Paláce umění (Palacio de Bellas Artes) ve čtvrti Parque Forestal.
Známá díla ve sbírce Muzea současného umění jsou třeba Zraněný ve Vietnamu Josého Balmese, Krinodendrony (Las Pataguas) Agustína Labarcy, Vápno (Cal cal viva) Rosery Bruové a Ameriko, nevolám tvé jméno marně Gracii Barriosové.